# Idricerus decrepitus
Idricerus decrepitus is een insect uit de familie van de vlinderhaften (Ascalaphidae), die tot de orde netvleugeligen (Neuroptera) behoort. 
Idricerus decrepitus is voor het eerst wetenschappelijk beschreven door Walker in 1860.